# أفرا بن
أفرا بن (بالإنجليزية: Aphra Behn)‏ وُلدت في 14 ديسمبر/كانون الأول 1640م (تقريبًا) وتُوفيت في 16 أبريل/نيسان 1689م، وكانت كاتبة أدب مسرحي وخيالي، وشاعرة، ومترجمة بريطانية تنتمي إلى عصر الاسترداد. كسرت بن القيود الثقافية بكونها من أولى النساء الإنجليز اللاتي كسبن قوتهن من الكتابة مما جعلها مثلًا أعلى في الأدب احتذت به أجيال من الكاتبات. وعندما بدأ اسمها يتردد على الألسنة، انتبه تشارلز الثاني ملك انجلترا إليها وعيّنها جاسوسة بمدينة أنتويرب. بدأت أفرا بن في الكتابة للمسرح عقب عودتها إلى لندن وقضائها مدة في عقوبة في سجن للغارمات، ولكن يظل قضائها مدة العقوبة موضع شك. انتمت أفرا بن إلى مجموعة من الشعراء الخليعين المشهورين مثل جون ولموت (لورد روتشستر). كانت بن تكتب تحت اسم مستعار اختارته لنفسها وهو «أستريا». أثناء أزمة الاستبعاد والاضطرابات السياسية التي أحاطت بها، كتبت بن استهلال وخاتمة لعمل أدبي تسببوا في وقوعها في مشكلات قانونية مما أدى إلى التزامها بعد ذلك في أغلب كتابتها بالأنواع النثرية من الكتابة والترجمة. كانت بن مؤيدة بشدة لنسل ستيورات مما دفعها لرفض دعوة الأسقف برنيت لها لكتابة قصيدة ترحيب بالملك الجديد وهو ويليام الثالث. توفت بن بعد ذلك بوقت قصير.
ذُكرت أفرا بن في كتاب «غرفة تخص المرء وحده» للكاتبة البريطانية فيرجينيا وولف: «على كل النساء أن يضعن الورود سويًا على ضريح أفرا بن، والتي كانت -رغم لسانها الفاضح- على حق في، لأنها أعطت الناس حقهم في التحدث عما يدور في رأسهم». لم يوضع قبرها في ركن الشعراء، وإنما يقبع في الرواق الشرقي بالقرب من دَرَج الكنيسة.

## حياتها وعملها

### حياتها المبكرة
قليلة هي المعلومات المتعلقة بالحياة المبكرة لبن، خاصة تلك المتعلقة بسنواتها الأولى، قد يكون السبب وراء ذلك هو التحفظ من جانب بن. تحكي إحدى تلك الروايات ولادة بن من حلاق يُدعى جون أميس وزوجته المدعوّة إيمي. تروي قصة أخرى ولادة بن من زوجين لعائلة كوبر. يعرض كتاب «تاريخ وحكايا الراحلة المبدعة السيدة بن (1696)» ولادة بين لأبيها الحلاق لبارثولومو جونسون، وأمها المرضعة إليزابيث دنهام. كتب العقيد توماس كوليبير في مذكراته، الشخص الوحيد الذي ادعى معرفته بالفتاة حين كانت طفلة، بولادتها إما في «كانتربيري أو ستوري» لأبيها السيد جونسون، إضافةً إلى إلى أن لها أختًا تدعى فرانسيس. كتبت إحدى النساء «آن فينش» والتي اصرت بن، بأنها ولدت في واي في كنت، ابنةً لحلاق. تمت الإشارة في بعض الروايات إلى والدها بكونه إيفري جونسون.
ولدت بن خلال فترة تعاظم الحرب الأهلية الإنجليزية، وليدة التوتر السياسي القائم في ذلك الوقت.تتحدث إحدى الروايات عن سفر بن برفقة شخص يدعى جونسون إلى مستعمرة سورينام، وقبل بأنه مات خلال الرحلة، وقضت زوجته وأولاده بضع شهور في البلاد، إلا أنه لا يوجد دليل يدعم هذا الكلام. خلال تلك الرحلة، التقت بين حسب قولها بأحد قادة العبيد الأفارقة، والذي شكلت قصته أساسًا لأحد أشهر أعمالها اللاحقة «أورونوكو». من الممكن بأنها عملت كجاسوسة ضمن المستعمرة. ولكن هناك وثائق قليلة جدًا تثبت أي من تلك القصص. تعطي بن في كتباها أورونوكو دور الراوي، واقتنع الراوي الأول لسيرتها الذاتية بفرض كونها ابنه قائد فيلق في مستعمرة سورينام، كما في القصة. لا توجد هناك الكثير من الأدلة التي تدعم هذه الرواية، ولا يدعي أي من معاصريها معرفته بانتمائها إلى الطبقة الأرستقراطية.
وصفت الكاتبة الأسترالي جيرمين جرير بين «بالمغفلة؛ لقد كذبت على نفسها»، وأشارت الروائية البريطانية جانيت تو إلى امتلاك بين تركيبة مهلكة من الغموض والسرية والتكلّف، مما يجعل شخصيتها غير منطبقة على أي رواية سواء كانت مفترضةً أم حقيقة. لم تكن بين امرأة واضحة بل كانت مجموعة لا تنتهي من الأقنعة». من الجدير بالذكر عدم ورود ذكر اسمها في سجلات الضرائب أو الكنيسة. عُرفت خلال حياتها باسم «آن بين» أو السيدة بين والعميل رقم 160 وأستريا.

### مهنتها
بعد فترة قصيرة من عودة بين المفترضة إلى إنجلترا من مستعمرة سورينام عام 1664، تزوجت من جوهان بين (يمكن أن يُكتب جون أيضًا). من الممكن بأن أصله كان إما ألمانيًا أو هولنديًا، على الأغلب من هامبورغ. إما أنه قد مات أو أن الزوجين انفصلا في وقت لاحق من العام 1664، استعمل الكاتب بدءًا من هذه النقطة لفظ «السيدة بين» كاسمها المهني.
نشأت بين وترعرعت في بيئة كاثوليكية، علقت ذات مرة بأنها «تربّت لتكون راهبة»، كان يمكن لحقيقة امتلاكها العديد من المعارف الكاثوليكيين، مثل هنري نيفيل الذي قُبض عليه لاحقًا بسبب كاثوليكية، أن تثير الشكوك حولها خلال فترة معاداة الكاثوليكية في ثمانينيات القرن السابع عشر. دعمت بين حكم النظام الملكي، وظهر تعاطفها مع عائلة ستيوارت، بالأخص الدوق الكاثوليكي ليورك، من خلال إهدائها له مسرحيتها «ذا روفر 2» بعد أن نُفي للمرة الثانية. أبدت بين تفانيها للملك تشارلز الثاني. مع ظهور الأحزاب السياسية خلال تلك الفترة، أيّدت بين الحزب المحافظ.
بحلول عام 1666، أصبح لبين صلتها بالبلاط الملكي، ربما عبر سلطة توماس كولبيبر أحد أفراد حاشية بلاط وزملاء الآخرين. اندلعت الحرب الأنجلو-هولندية الثانية بين إنجلترا وهولندا في عام 1665، وعينت جاسوسة سياسية في أنتويرب من قبل الملك تشارلز الثاني تحت رعاية المحامي توماس كيليجرو. هذه أول قصة موثقة بالدلائل حول أنشطتها. كان اسمها المستعار أستريا، وهو الاسم الذي نشرت على أساسه لاحقًا العديد من أعمالها. كان دورها الأساسي هو إنشاء علاقة حميمية مع ويليام سكوت، ابن توماس سكوت، أحد مُغتالي الملك والذي أُعدم في عام 1660. كان المتوقع من سكوت أن يصبح جاسوسًا لدى الإنجليز، وينقل تحركات الإنجليز المنفيين الذين تآمروا ضد الملك. وصلت بين إلى ميناء بروج في هولندا عام 1666، غالبًا برفقة اثنين آخرين، بينما كانت لندن غارقة بالطاعون. كانت مهمة بين هي تحويل سكوت إلى عميل مزدوج، ولكن توضح أحد الأدلة خيانة سكوت لها لصالح الهولنديين.
لم تجني بين شيئًا من أعمالها البطولية، كان الوضع المعيشي باهظًا ولم تكن مهيأة للتعامل مع ذلك. رهنت مجوهراتها بعد شهر من وصولها. لك يكن الملك تشارلز يدفع لها مستحقاتها في الموعد (هذا إن دفع لها أساسًا)، سواء لقاء خدماتها أو نفقات حياتها خارج الوطن. اضطرت بين للاقتراض حتى يمكنها العودة إلى لندن. إذ لم ينفع التماسها الملك تشارلز لمدة عام بمساعدتها. من الممكن حتى أن البلاط الملكي لم يدفع لها شيئًا على الإطلاق. أصدرت مذكرة بالقبض عليها، ولكن لا يوجد دليل يدعم ذهابها للسجن لقاء ديونها، إذ على الأغلب أن هذه القصة ملفقة كجزء من سيرة حياتها.
مثقلةً بالديون ومع وفاة زوجها، اضطرت بين للعمل ككاتبة مسرحية مع الممثلين في شركة الملك وشركة الدوق. قبل تلك النقطة، لم تكتب بين سوى الشعر. في حين تخبرنا السجلات عن عمل بين ككاتبة قبل اقتراضها المال، قال جون بالمر في مراجعة لأعمالها: «عملت السيدة بين في الكتابة لكسب رزقها. كانت الكتابة المسرحية ملاذها من الجوع وسجنها لديونها». أعيد فتح المسارح التي أغلقت في عهد القائد الديكتاتوري أوليفر كرومويل على يد الملك تشارلز الثاني، وأُعيد إحياء العروض المسرحية. عُرضت مسرحيتها الأولى «الزواج الإجباري» على خشبة المسرح عام 1670، تبعتها مسرحية «أمير العشق» عام 1671. بعد فشل مسرحيتها الثالثة «العاشق الهولندي»، توارت بين عن أنظار العامّة لثلاثة أعوام. أغلب الظن أنها عادت للسفر مجددًا، ربما حسب مكانتها كجاسوسة. توجّها بشكل تدريجي نحو الأعمال الهزلية، والتي حققت نجاحًا تجاريًا أكبر. كانت مسرحية «المتجول» واحدة من أبرز أعمالها وأكثرها شهرةً.
رافقت بين مجموعة من أشهر كتّاب عصرها، من بينهم جون درايدن وإليزابيث باري وجون هويل وتوماس أوتواي وإدوارد رافينسكروفت، وعُرفت بكونها عضوًا في حلقة «إيرل روشستر». غالبًا ما استخدمت بين أعمالها ضد حزب الأحرار البريطاني البرلماني.

### سنواتها الأخيرة وموتها
في عام 1688، وقبل سنة من وفاتها، نشرت كتاب «اكتشاف عوالم جديدة»، وهو ترجمة لكتاب تبسيطي لعلوم الفضاء للكاتب الفرنسي برنارد بوفير فونتينيل، وكتبته بصيغة رواية شبيهة بأعمالها بمقدمة دينية تعكس توجهاتها.
كتبت ومثلت خلال حياتها في 19 مسرحية وساهمت في المزيد، وأضحت واحدة من ألمع النساء في فضاء الدراما في بريطانيا. كانت خلال سبعينيات وثمانينيات القرن السابع عشر واحدة من أكثر الكتّاب المسرحيين غزارة في أعمالها بعد شاعر البلاط الملكي جون درايدن.
خلال سنواتها الأربعة الأخيرة، بدأت صحة بين بالتدهور، مثقلةً بالفقر والديون ولكنها تابعت كتابتها بكل عزم وجد، إلى أن أصبح صعبًا عليها للغاية مسك القلم. كتبت خلال أيامها الأخيرة ترجمة آخر كتاب لأبراهام كولي «ستة كتب حول النباتات». توفيت في 16 أبريل عام 1689، ودفنت في الرواق الشرقي ضمن دير سانت بيتر في وستمنستر. ونُقش على قبرها: «هنا يرقد البرهان على أن لا ذكاء يصمد أمام حتمية الموت». اقتُبس لها هذا القول لما عبّرت عنه سابقًا بكونها «عاشت حياةً مكرّسة للمتعة والشعر».

## روابط خارجية
- أفرا بن على موقع الموسوعة البريطانية (الإنجليزية)
- أفرا بن على موقع إن إن دي بي (الإنجليزية)